# Ерошкин, Виталий Александрович
Вита́лий Алекса́ндрович Еро́шкин (18 апреля 1928, Яшпатрово, Козьмодемьянский кантон, Марийская автономная область, СССР — 1 октября 2016, Йошкар-Ола, Марий Эл, Россия) — марийский советский и российский деятель науки, учёный-историк, педагог, литератор, партийный работник, член Союза журналистов СССР с 1966 года. Доктор исторических наук, профессор. Заслуженный деятель науки Марийской АССР (1988). Отличник народного образования РСФСР (1980). Член КПСС.

## Биография
Родился в крестьянской семье. В 1941 году окончил Кузнецовскую семилетнюю школу ныне Горномарийского района Марий Эл, затем учился в Виловатовской средней школе Горномарийского района. Окончил подготовительные курсы МГПИ им. Н. Крупской и сам институт в 1949 году. В 1949—1953 годах — учитель истории в Кужмарской средней школе Звениговского района Марийской АССР, в 1953—1954 годах — заведующий Звениговским РОНО.
В 1954—1957 годах — инструктор отдела школ и вузов Марийского обкома КПСС. В 1959 году окончил Высшую партийную школу при ЦК КПСС. Затем заочно учился в аспирантуре при Горьковском государственном университете, где успешно защитил кандидатскую диссертацию. С 1959 по 1962 годы — заместитель министра просвещения Марийской АССР, в 1962—1964 годах — председатель Марийского обкома Профсоюза работников просвещения, в 1964—1967 годах — инструктор Марийского обкома КПСС.
С 1967 года — в МГПИ им. Н. К. Крупской: ассистент и старший преподаватель кафедры истории КПСС, декан подготовительного отделения института, доцент кафедры истории КПСС, заведующий кафедрами истории КПСС, политической истории и истории и этнологии (1979—1998). Доктор исторических наук (1993). В 1998—2001 годах — профессор кафедры истории и экономической теории МГПИ.
Умер 1 октября 2016 года в Йошкар-Оле.

## Литературная деятельность
Писать начал с конца 1950-х годов. В эти годы в газете «Марий коммуна» выходили его рассказы «Кыдалыштда, машинӓвлӓ» («Ездите, машины», 1957), «Пӹсӹ сӹнзӓвлӓ» («Зоркие глаза», 1958).
Разножанровый автор (рассказы, повести, сказки, стихи, песни, воспоминания, документальные очерки). Несколько книг издал в Марийском книжном издательстве. Его произведения публикуются в горномарийском журнале «У сем» и коллективных литературно-художественных изданиях.

## Основные литературные произведения
Далее представлен список основных литературных произведений В. Ерошкина на марийском и русском языке:
- Оратиэм : шайыштмаш // Якшар кӹцкӓн ломбы. — Йошкар-Ола, 1974. — С. 17—22.
- На их долю выпало счастье: документальные очерки. — Йошкар-Ола, 1976. — 96 с.
- Че-Пе : шайыштмаш // Патыр курым: Кырык мары антологи. — Йошкар-Ола, 1980. — С. 127—136.
- Яратетгӹнь…: пьеса // У сем. — 1994. № 3. С. 81—121.
- Изи мӱкш: лыдышвлӓ [Пчёлка: стихи]. — Йошкар-Ола, 1995. — 20 с.
- Тум дон Пӹзӹлмӹ: ямак [Дуб и Рябина: сказка]. — Йошкар-Ола, 1997. — 20 с.
- Вырсын тетявлӓжӹ: шайыштмашвлӓ, повесть [Дети войны: рассказы и повесть]. — Йошкар-Ола, 2005. — 160 с.
- Ӹлӹмӓшӹн шановлӓжӹ: повесть // У сем. — 2003. — № 2. С. 107—125; № 4. — С. 89—118; 2004. — № 1. — С. 69—92; № 2. — С. 77—103; № 3. — С. 23—55.